# Persone di nome Tomasz
| Questa pagina contiene informazioni ricavate automaticamente dalle voci biografiche con l'ausilio del template Bio e di un bot. L'aggiornamento è periodico e automatico e ricostruisce completamente la pagina. Se manca una persona in questa lista, sei pregato di non aggiungerla, ma accertati piuttosto che la sua voce biografica contenga il template Bio e che i dati anagrafici siano correttamente compilati. Se il template Bio manca, inseriscilo tu stesso o, in alternativa, metti l'avviso {{tmp\|Bio}} che ne segnala la mancanza. Se i dati riportati sono sbagliati, correggi direttamente la voce biografica; le modifiche saranno visibili in questa lista entro pochi giorni. Per chiarimenti vedi il progetto antroponimi. La lista contiene solo le 85 persone che sono citate nell'enciclopedia e per le quali è stato implementato correttamente il template Bio. Pagina aggiornata al 16 ott 2024. |

Questa è una lista di persone presenti nell'enciclopedia che hanno il prenome Tomasz, suddivise per attività principale.

## Allenatori di calcio(8)
- Tomasz Brzyski, allenatore di calcio e ex calciatore polacco (Lublino, n. 1982)
- Tomasz Hajto, allenatore di calcio e ex calciatore polacco (Maków Podhalański, n. 1972)
- Tomasz Kaczmarek, allenatore di calcio polacco (Breslavia, n. 1984)
- Tomasz Kulawik, allenatore di calcio e ex calciatore polacco (Olkusz, n. 1969)
- Tomasz Kłos, allenatore di calcio e ex calciatore polacco (Zgierz, n. 1973)
- Tomasz Tułacz, allenatore di calcio e ex calciatore polacco (Mielec, n. 1969)
- Tomasz Wróbel, allenatore di calcio e ex calciatore polacco (Tarnów, n. 1982)
- Tomasz Zdebel, allenatore di calcio e ex calciatore polacco (Katowice, n. 1973)

## Alpinisti(1)
- Tomasz Mackiewicz, alpinista polacco (Działoszyn, n. 1975 - Nanga Parbat, † 2018)

## Arbitri di calcio(1)
- Tomasz Kwiatkowski, arbitro di calcio polacco (Varsavia, n. 1978)

## Arcivescovi cattolici(2)
- Tomasz Grysa, arcivescovo cattolico e diplomatico polacco (Poznań, n. 1970)
- Tomasz Peta, arcivescovo cattolico polacco (Inowrocław, n. 1951)

## Attori(3)
- Tomasz Kot, attore polacco (Legnica, n. 1977)
- Tomasz Mandes, attore e regista polacco (Varsavia, n. 1976)
- Tomasz Ziętek, attore e musicista polacco (Inowrocław, n. 1989)

## Biatleti(1)
- Tomasz Sikora, ex biatleta polacco (Wodzisław Śląski, n. 1973)

## Bibliotecari(1)
- Tomasz Makowski, bibliotecario e storico polacco (n. 1970)

## Calciatori(28)
- Tomasz Bandrowski, ex calciatore polacco (Zabrze, n. 1984)
- Tomasz Bobel, ex calciatore polacco (Breslavia, n. 1974)
- Tomasz Cebula, ex calciatore polacco (Brzeziny, n. 1966)
- Tomasz Cywka, ex calciatore polacco (Gliwice, n. 1988)
- Tomasz Frankowski, ex calciatore polacco (Białystok, n. 1974)
- Tomasz Gruszczyński, ex calciatore polacco (Wałbrzych, n. 1980)
- Tomasz Heger, calciatore ungherese
- Tomasz Hołota, calciatore polacco (Katowice, n. 1991)
- Tomasz Jarzębowski, ex calciatore polacco (Varsavia, n. 1978)
- Tomasz Jodłowiec, calciatore polacco (Żywiec, n. 1985)
- Tomasz Kiełbowicz, ex calciatore polacco (Hrubieszów, n. 1976)
- Tomasz Kupisz, calciatore polacco (Radom, n. 1990)
- Tomasz Kuszczak, ex calciatore polacco (Krosno Odrzańskie, n. 1982)
- Tomasz Kędziora, calciatore polacco (Sulechów, n. 1994)
- Tomasz Łapiński, ex calciatore polacco (Cracovia, n. 1969)
- Tomasz Lisowski, ex calciatore polacco (Braniewo, n. 1985)
- Tomasz Loska, calciatore polacco (Knurów, n. 1996)
- Tomasz Makowski, calciatore polacco (Zgierz, n. 1999)
- Tomasz Mokwa, calciatore polacco (Słupsk, n. 1993)
- Tomasz Nowak, calciatore polacco (Kościan, n. 1985)
- Tomasz Rząsa, ex calciatore polacco (Cracovia, n. 1973)
- Tomasz Sokolowski, ex calciatore norvegese (Stettino, n. 1985)
- Tomasz Sokołowski, ex calciatore polacco (Gdynia, n. 1970)
- Tomasz Stolpa, ex calciatore polacco (Sosnowiec, n. 1983)
- Tomasz Szewczuk, ex calciatore polacco (Lubin, n. 1978)
- Tomasz Wałdoch, ex calciatore polacco (Danzica, n. 1971)
- Tomasz Wieszczycki, ex calciatore polacco (Łódź, n. 1971)
- Tomasz Zahorski, calciatore polacco (Olsztyn, n. 1984)

## Canoisti(1)
- Tomasz Wylenzek, canoista tedesco (Świerklaniec, n. 1983)

## Canottieri(2)
- Tomasz Kucharski, ex canottiere polacco (n. 1974)
- Tomasz Tomiak, canottiere polacco (Zakopane, n. 1967 - Danzica, † 2020)

## Cestisti(8)
- Tomasz Garliński, ex cestista polacco (n. 1953)
- Tomasz Gielo, cestista polacco (Stettino, n. 1993)
- Tomasz Herkt, ex cestista e allenatore di pallacanestro polacco (Poznań, n. 1956)
- Tomasz Jankowski, ex cestista e allenatore di pallacanestro polacco (Poznań, n. 1972)
- Tomasz Kęsicki, ex cestista polacco (Lublino, n. 1986)
- Tomasz Torgowski, ex cestista polacco (Inowrocław, n. 1961)
- Tomasz Tybinkowski, cestista polacco (n. 1948 - Poznań, † 2007)
- Tomasz Śnieg, cestista polacco (Jaworzno, n. 1989)

## Ciclisti su strada(1)
- Tomasz Marczyński, ex ciclista su strada polacco (Cracovia, n. 1984)

## Dirigenti sportivi(3)
- Tomasz Brożyna, dirigente sportivo e ex ciclista su strada polacco (Bieliny, n. 1970)
- Tomasz Iwan, dirigente sportivo e ex calciatore polacco (Słupsk, n. 1971)
- Tomasz Radzinski, dirigente sportivo e ex calciatore polacco (Poznań, n. 1973)

## Giocatori di football americano(1)
- Tomasz Dziedzic, giocatore di football americano polacco (Breslavia, n. 1994)

## Lunghisti(1)
- Tomasz Jaszczuk, lunghista polacco (Siedlce, n. 1992)

## Marciatori(1)
- Tomasz Lipiec, ex marciatore, giornalista e politico polacco (Varsavia, n. 1971)

## Musicisti(1)
- Tomasz Wróblewski, musicista, cantante e produttore discografico polacco (Varsavia, n. 1980)

## Pallavolisti(3)
- Tomasz Calligaro, ex pallavolista polacco (Poznań, n. 1993)
- Tomasz Fornal, pallavolista polacco (Cracovia, n. 1997)
- Tomasz Wójtowicz, pallavolista polacco (Lublino, n. 1953 - † 2022)

## Pentatleti(1)
- Tomasz Chmielewski, pentatleta polacco (Elbląg, n. 1983)

## Pesisti(1)
- Tomasz Majewski, ex pesista polacco (Nasielsk, n. 1981)

## Pistard(1)
- Tomasz Stankiewicz, pistard polacco (Cracovia, n. 1902 - Palmiry, † 1940)

## Poeti(1)
- Tomasz Zan, poeta e attivista polacco (Minsk, n. 1796 - Minsk, † 1855)

## Politici(3)
- Tomasz Arciszewski, politico polacco (Sierzchowy, n. 1877 - Londra, † 1955)
- Tom Malinowski, politico statunitense (Słupsk, n. 1965)
- Tomasz Merta, politico e storico polacco (Legnica, n. 1965 - Smolensk, † 2010)

## Procuratori sportivi(1)
- Tomasz Dawidowski, procuratore sportivo e ex calciatore polacco (Gdynia, n. 1978)

## Pugili(1)
- Tomasz Adamek, pugile polacco (Żywiec, n. 1976)

## Saltatori con gli sci(1)
- Tomasz Byrt, ex saltatore con gli sci polacco (n. 1993)

## Schermidori(3)
- Tomasz Ciepły, schermidore polacco (n. 1980)
- Tomasz Motyka, schermidore polacco (Breslavia, n. 1981)
- Tomasz Stusiński, schermidore polacco (n. 1976)

## Sollevatori(1)
- Tomasz Zieliński, sollevatore polacco (Nakło nad Notecią, n. 1990)

## Tennisti(1)
- Tomasz Bednarek, ex tennista polacco (Pabianice, n. 1981)

## Trombettisti(1)
- Tomasz Stańko, trombettista e compositore polacco (Rzeszów, n. 1942 - Varsavia, † 2018)

## Velocisti(1)
- Tomasz Czubak, ex velocista polacco (Słupsk, n. 1973)

## Vescovi vetero-cattolici(1)
- Tomasz Gnat, vescovo vetero-cattolico polacco (n. 1936 - † 2017)